# 菲利普莫里斯国际
菲利普莫里斯国际公司（Philip Morris International Inc.，简称PMI）是世界上最大的烟草公司，2008年自奧馳亞集團獨立。 
除了旗艦品牌万宝路之外，菲利普莫里斯国际的其他品牌包括騎士德（原名領先）、良友、本色、紳士、L&M以及維珍妮等。
截至2019年，主要機構投資者為 Vanguard Group 持股 8%、Capital Research & Management 持股 5% 和 BlackRock Fund Advisors 持股 4%。
2021 年 07 月，菲利普莫里斯國際公司同意以 10 億英鎊的價格收購 Vectura Group。 

## 外部連結
- 官方网站

1. 1 2  . 美股之家（mg21.com）. 2021-10-01  [2021-10-02]. （原始内容存档于2021-10-02）.